# Ли У
Ли У (кор. 이우?, 李鍝?; 15 ноября 1912, Сеул — 7 августа 1945, Хиросима) — наследный принц Кореи, член корейской императорской фамилии (второй сын принца Кана и внук императора Коджона); офицер императорской армии Японии, участник Второй мировой войны, жертва атомной бомбардировки Хиросимы.

## Биография
Появился на свет 15 ноября 1912 года в 6 утра в семье корейского принца Кана (пятого сына императора Коджона) и Ким Хынин (ханча 金興人) на оккупированной территории Кэйдзё. Был вторым ребёнком. В 5-летнем возрасте объявлен наследником престола в обход старшего брата при одобрении Управления Императорского двора Японии.
Окончил Военную академию Императорской армии Японии 18 марта 1931 года. 1 августа 1936 года назначен в 8-й артиллерийский полк в районе Токио, через два года дослужился до капитана, стал инструктором полевой артиллерийской школы. В 1940 году три месяца был на китайском фронте и вернулся 26 сентября в Фукуоку. В 1941 году принял командование корейской армией. В марте 1944 года он переехал в Тайюань провинции Шэньси и служил штабным офицером Первого командования в Северном Китае.
10 июня 1945 года получил повышение в звании и приказ прибыть в Японию для участия в боевых действиях. Его прошения отправиться в Корею были отвергнуты. Принц признавался тогда:

 Поражение Японии — известный факт, и независимость Кореи — лишь вопрос времени. Однако не только Соединенные Штаты, но и Советский Союз не будут стоять на месте, поэтому наша большая проблема это дальнейшие действия после освобождения.Оригинальный текст (кор.)일본의 패전은 기정사실이며 한국이 독립되는 것은 시간문제다. 그런데 미국뿐만 아니라 소련도 가만있지 않을 테니 해방 후의 뒷수습이 큰 문제다— 이방자. 세월이여 왕조여 (49)원폭 투하. NAVER Newslibrary (3 сентября 1984). Дата обращения: 21 апреля 2018.
В июле 1945 года принц приехал в штаб-квартиру Генерального штаба Хиросимы на западе города. После ядерной бомбардировки Хиросимы Ли У был обнаружен в тот же день обожжённым под мостом Айой. В тот вечер его отвезли в военно-морскую больницу на острове Ниносима в южной части Хиросимы и привели в сознание, но ночью самочувствие принца резко ухудшилось. Ли У скончался 7 августа 1945 года в 5 утра. Его японский адъютант Ёсинари Хироси по состоянию здоровья в злополучный день не сопровождал принца У и, чувствуя свою вину, вспорол себе живот.

Тело принца У перенесли в Корею и захоронили 15 августа 1945 года, в день окончания войны, в Намъянджу. Позже останки перенесли в семейный склеп Хонгвон.

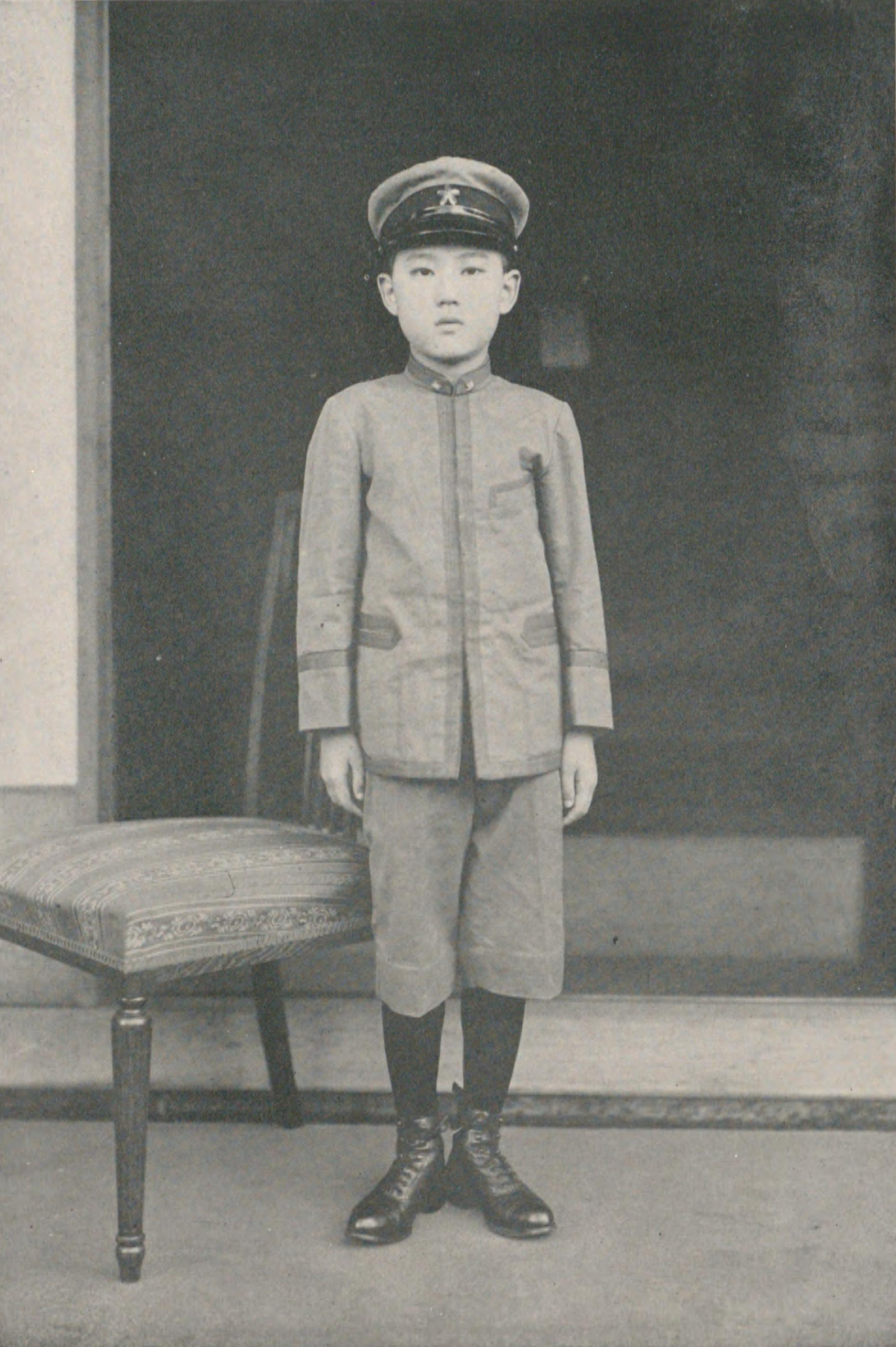
Ок. 1922 года
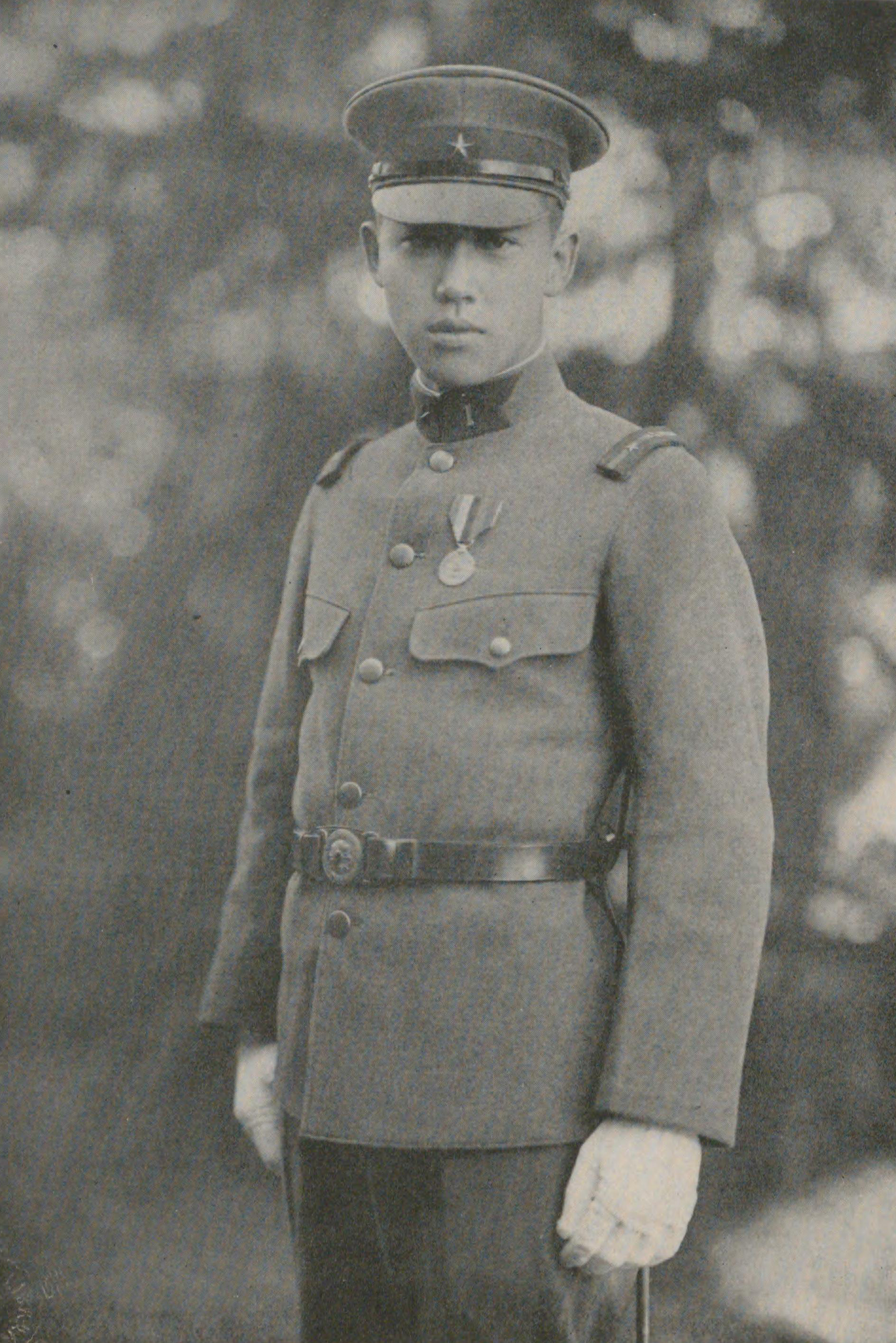
1933 год
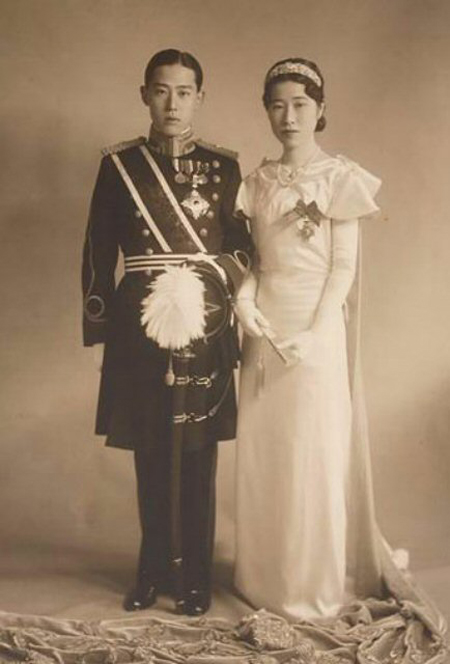
Принц У и Пак Чанджу в 1935 году
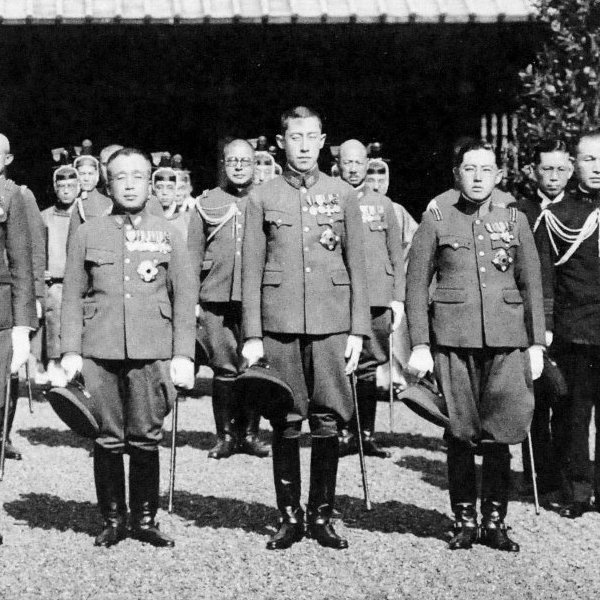
Принц У (справа) в 1938 году
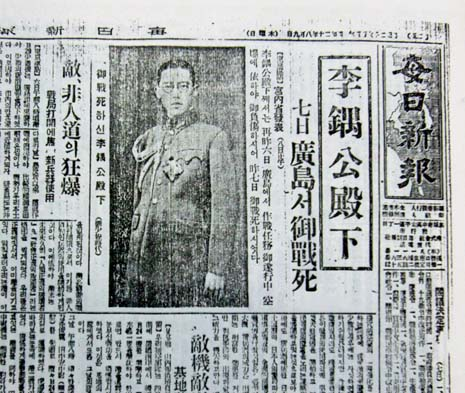
Некролог в газете 1945 года

## После смерти

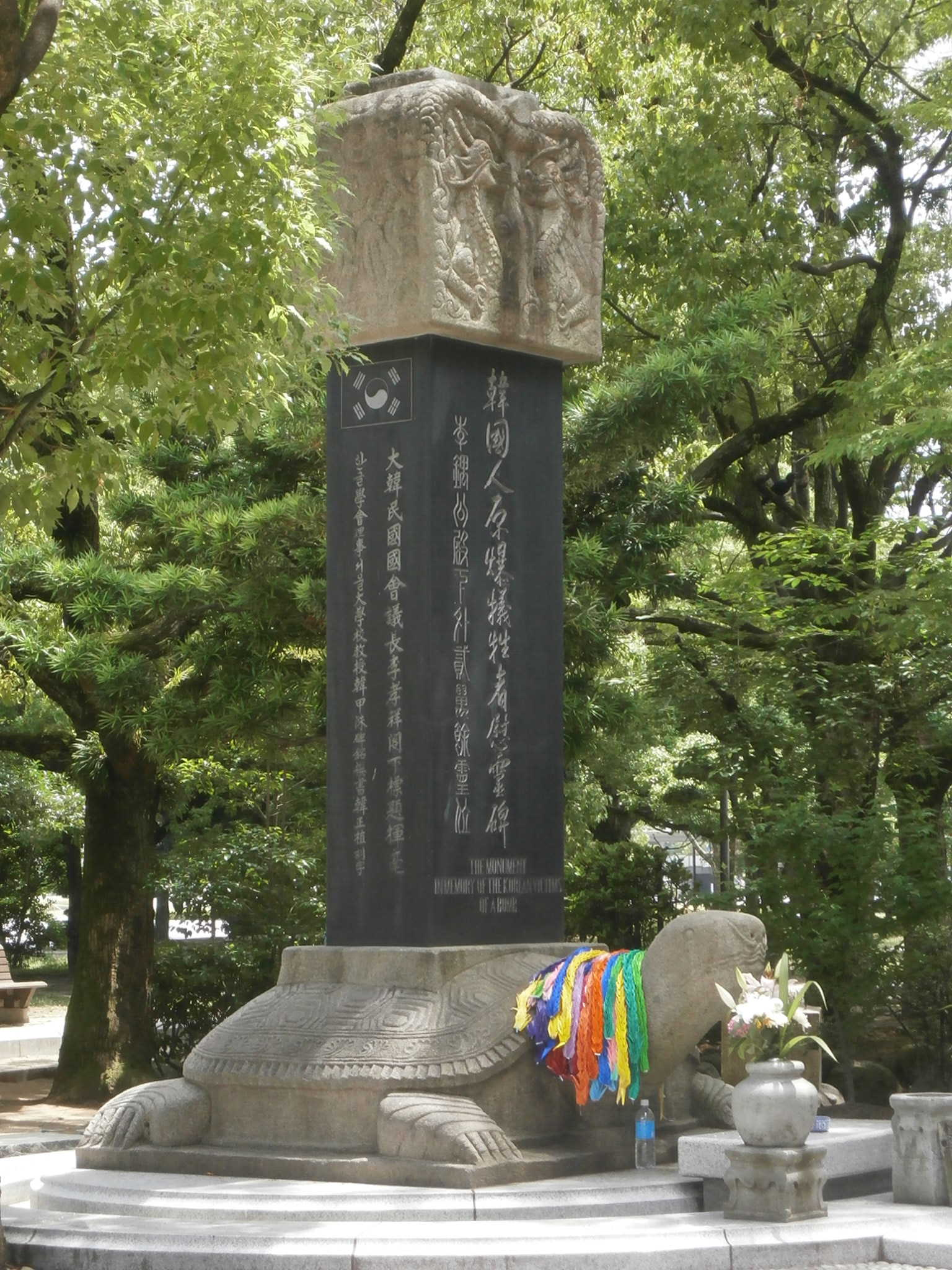
Корейский мемориал жертвам атомного взрыва в мемориальном парке мира в Хиросиме

17 октября 1959 в Японии состоялось торжественное мероприятие, приуроченное к внесению имени принца У без согласия его родственников в список храма Ясукуни. В Ясукуни хранятся памятные таблички с именами 2,5 миллиона солдат и офицеров, павших за Японию в различных войнах, они включают также имена 14 военных преступников Второй мировой войны. Вследствие этого в Китае, подвергшемся японской оккупации в первой половине XX века, и обеих Кореях, бывших японской колонией, храм считается символом японского милитаризма, а почитание его официальными лицами Японии расценивается как проявление милитаризма и оскорбление памяти жертв японской агрессии. Официальная позиция Японии по вопросу внесения имени корейского принца обусловлена тем, что «он был японцем в момент смерти». В Ясукуни имена представителей японской императорской фамилии отгорожены от простых людей, но имя принца У, считающегося равным по происхождению, висит на одном уровне с именами простых солдат. В 2007 году в СМИ разгорелась полемика по вопросу причисления принца У к храму Ясукуни.
10 апреля 1970 года корейская диаспора в Японии установила Корейский мемориал жертвам атомного взрыва в Хиросиме рядом с мостом Айой, где был обнаружен принц. Во время японского протектората многие корейцы ехали в Японию в поисках работы либо привозились японцами в принудительном порядке, в качестве призывников. Стела установлена на фундаменте в виде черепахи, на которой, согласно надписи, души умерших отправятся в рай. 21 июля 1999 года после долгих переговоров и дискуссий памятник перенесён в мемориальный парк мира в Хиросиме.
В 2000-х годах на корейских сайтах и интернет-сообществах обострился интерес пользователей к принцу У, как к привлекательному ольччан (얼짱 황손).

## Семья
Отверг попытки женить его на представительнице японской аристократии и в 1935 году женился на Пак Чанджу (1914—1995) — кореянке благородного происхождения и своей дальней родственнице (Чанджу была правнучкой короля Чхольчона), подарившей ему двух сыновей:
- Ли Чхун (р. 1936),
- Ли Джун (1940—1966).

Ли Чхун получил образование архитектора в США, вернулся в Корею и занимался изучением жизни Тевонгуна. Ли Джун также учился в США, 25 декабря 1966 года разбился в автомобильной катастрофе.

## В массовой культуре
Образ принца У отражён в:
- 2009 — спектакле «Дворец Унхёнгун» в Центре искусств Намсана[23].
- 2016 — фильме «Принцесса Ток Хе», актёр: Ко Су[англ.].